# Gimnàstica als Jocs Olímpics d'estiu de 1896
Als Jocs Olímpics d'Estiu de 1896 es van disputar 8 proves de gimnàstica, totes per a homes. Les proves es disputaren a l'Estadi Panathinaiko. El Sub-comitè de lluita i gimnàstica fou l'encarregat d'organitzar aquestes proves, que tingueren lloc el 9 i 10 d'abril de 1896. 71 gimnastes (52 d'ells grecs), procedents de 8 països participaren en les proves de gimnàstica.

## Medaller de les proves de gimnàstica
Aquestes medalles foren assignades a posteriori pel Comitè Olímpic Internacional. A l'època, als guanyadors se'ls donava una medalla de plata i els subsegüents llocs no rebien cap premi.
| Prova                                | Or | Argent                                                                              | Bronze                                                                            |
| Barra fixa detalls                   | Hermann Weingärtner | Alfred Flatow                                                                       | cap                                                                               |
| Barres paral·leles detalls           | Alfred Flatow | Louis Zutter                                                                        | cap                                                                               |
| Cavall amb arcs detalls              | Louis Zutter | Hermann Weingärtner                                                                 | cap                                                                               |
| Anelles detalls                      | Ioannis Mitropoulos | Hermann Weingärtner                                                                 | Petros Persakis                                                                   |
| Escalada de corda detalls            | Nikolaos Andriakopoulos | Thomas Xenakis                                                                      | Fritz Hoffmann                                                                    |
| Salt sobre cavall detalls            | Carl Schuhmann | Louis Zutter                                                                        | Hermann Weingärtner                                                               |
| Barres paral·leles per equip detalls | Alemanya Konrad Böcker Alfred Flatow Gustav Flatow Georg Hillmar Fritz Hofmann Fritz Manteuffel Karl Neukirch Richard Röstel Gustav Schuft Carl Schuhmann Hermann Weingärtner | Grècia Nikolaos Andriakopoulos Spyros Athanasopoulos Petros Persakis Thomas Xenakis | Grècia Ioannis Chrysafis Ioannis Mitropoulos Dimitrios Loundras Filippos Karvelas |
| Barra fixa per equip detalls         | Alemanya Konrad Böcker Alfred Flatow Gustav Flatow Georg Hillmar Fritz Hofmann Fritz Manteuffel Karl Neukirch Richard Röstel Gustav Schuft Carl Schuhmann Hermann Weingärtner | cap                                                                                 | cap                                                                               |

## Proves de gimnàstica

### Barra fixa
La prova de barra fixa es va disputar el 9 d'abril. 15 gimnastes, de 4 països, hi prengueren part. Hermann Weingärtner va guanyar la seva primera medalla d'or individual, que calia afegir a les dues medalles d'or guanyades en les proves per equips i a les 3 medalles d'altres metalls. El seu compatriota Alfred Flatow va guanyar la medalla de plata.
| Posició | Esportista           | País     |
| ------- | -------------------- | -------- |
| Or      | Hermann Weingärtner  | Alemanya |
| Argent  | Alfred Flatow        | Alemanya |
| -       | Konrad Böcker        | Alemanya |
| -       | Gustav Flatow        | Alemanya |
| -       | Georg Hillmar        | Alemanya |
| -       | Gyula Kakas          | Hongria  |
| -       | Fritz Manteuffel     | Alemanya |
| -       | Karl Neukirch        | Alemanya |
| -       | Antonios Papaigannou | Grècia   |
| -       | Richard Röstel       | Alemanya |
| -       | Gustav Schuft        | Alemanya |
| -       | Carl Schuhmann       | Alemanya |
| -       | Leonidas Tsiklitiras | Grècia   |
| -       | Desiderius Wein      | Hongria  |
| -       | Louis Zutter         | Suïssa   |

### Barres paral·leles
La prova de barres paral·leles es va disputar el 10 d'abril de 1896. 18 gimnastes, de cinc països, hi van prendre part. Alfred Flatow en fou el vencedor i Louis Zutter el segon..
| Posició | Esportista           | País              |
| ------- | -------------------- | ----------------- |
| Or      | Alfred Flatow        | Alemanya          |
| Argent  | Louis Zutter         | Suïssa            |
| -       | Konrad Böcker        | Alemanya          |
| -       | Charles Champaud     | Suïssa / Bulgària |
| -       | Gustav Flatow        | Alemanya          |
| -       | Alphonse Grisel      | França            |
| -       | Georg Hillmar        | Alemanya          |
| -       | Gyula Kakas          | Hongria           |
| -       | Filippos Karvelas    | Grècia            |
| -       | Fritz Manteuffel     | Alemanya          |
| -       | Ioannis Mitropoulos  | Grècia            |
| -       | Karl Neukirch        | Alemanya          |
| -       | Antonios Papaigannou | Grècia            |
| -       | Richard Röstel       | Alemanya          |
| -       | Gustav Schuft        | Alemanya          |
| -       | Carl Schuhmann       | Alemanya          |
| -       | Desiderius Wein      | Hongria           |
| -       | Hermann Weingärtner  | Alemanya          |

### Cavall amb arcs
La prova de cavall amb arcs es va disputar el 9 d'abril de 1896. 14 gimnastes, de cinc països, hi prengueren part. Zutter va guanyar la primera medalla d'or per a Suïssa, mentre que Weingärtner guanyà la de plata.
| Posició | Esportista            | País              |
| ------- | --------------------- | ----------------- |
| Or      | Louis Zutter          | Suïssa            |
| Argent  | Hermann Weingärtner   | Alemanya          |
| -       | Konrad Böcker         | Alemanya          |
| -       | Charles Champaud      | Suïssa / Bulgària |
| -       | Alfred Flatow         | Alemanya          |
| -       | Gustav Flatow         | Alemanya          |
| -       | Georg Hillmar         | Alemanya          |
| -       | Gyula Kakas           | Hongria           |
| -       | Fritz Manteuffel      | Alemanya          |
| -       | Karl Neukirch         | Alemanya          |
| -       | Aristovoulos Petmezas | Grècia            |
| -       | Richard Röstel        | Alemanya          |
| -       | Gustav Schuft         | Alemanya          |
| -       | Carl Schuhmann        | Alemanya          |

### Anelles
La prova d'anelles es va disputar el 9 d'abril de 1896. Hi van participar gimnastes de tres països diversos. Els grecs guanyaven l'or i medalles de bronze, que Hermann Weingärtner guanyés la seva cinquena medalla. Se saben llocs 1-3 i 5, però 4 no és|està - qualsevol dels quatre atletes els llocs del qual no se saben pot haver ocupat la quarta posició. Es coneix el nom dels gimnastes que queden en les 3 primeres posicions i a la cinquena, però no el que queda quart. Qualsevol dels gimnastes anomenats al final va poder quedar en aquesta posició.
| Posició | Esportista          | País     |
| ------- | ------------------- | -------- |
| Or      | Ioannis Mitropoulos | Grècia   |
| Argent  | Hermann Weingärtner | Alemanya |
| Bronze  | Petros Persakis     | Grècia   |
| 4       | desconegut          |          |
| 5       | Carl Schuhmann      | Alemanya |
| -       | Konrad Böcker       | Alemanya |
| -       | Alfred Flatow       | Alemanya |
| -       | Gustav Flatow       | Alemanya |
| -       | Desiderius Wein     | Hongria  |

### Escalada de corda
La prova d'escalada de corda es disputà el 10 d'abril de 1896. La corda tenia 14 metres de llargada i estava suspesa d'una estructura. Cinc competidors hi van participar, sent els grecs Nikolaos Andriakopoulos i Thomas Xenakis els únics en completar l'ascens, motiu pel qual quedaren en les primeres posicions. L'alemany Fritz Hoffmann guanyà la medalla de bronze, mentre que els campions d'halterofília Viggo Jensen i Launceston Elliot acabaren quart i cinquè.
| Posició | Esportista              | País       | Alçada      |
| ------- | ----------------------- | ---------- | ----------- |
| Or      | Nikolaos Andriakopoulos | Grècia     | 14,0 m      |
| Argent  | Thomas Xenakis          | Grècia     | 14,0 m      |
| Bronze  | Fritz Hoffmann          | Alemanya   | 12,5 m      |
| 4       | Viggo Jensen            | Dinamarca  | desconeguda |
| 5       | Launceston Elliot       | Regne Unit | desconeguda |

### Salt sobre cavall
La prova de salt sobre cavall es va disputar el 9 d'abril de 1896 per part de 15 atletes procedents de 4 països. Els alemanys aconseguiren l'or i el bronze, mentre que Zutter guanyà la plata per a Suïssa.
| Posició | Esportista          | País              |
| ------- | ------------------- | ----------------- |
| Or      | Carl Schuhmann      | Alemanya          |
| Argent  | Louis Zutter        | Suïssa            |
| Bronze  | Hermann Weingärtner | Alemanya          |
| -       | Konrad Böcker       | Alemanya          |
| -       | Charles Champaud    | Suïssa / Bulgària |
| -       | Alfred Flatow       | Alemanya          |
| -       | Gustav Flatow       | Alemanya          |
| -       | Georg Hillmar       | Alemanya          |
| -       | Gyula Kakas         | Hongria           |
| -       | Fritz Manteuffel    | Alemanya          |
| -       | Karl Neukirch       | Alemanya          |
| -       | Richard Röstel      | Alemanya          |
| -       | Gustav Schuft       | Alemanya          |
| -       | Henrik Sjöberg      | Suècia            |
| -       | Desiderius Wein     | Hongria           |

### Barres paral·leles per equip
La prova de barres paral·leles per equip es disputà el 9 d'abril. Hi van prendre part tres equips, un alemany i dos grecs. Guanyà l'equip alemany.
| Posició | Equip              | Líder de l'equip        | Gimnastes |
| ------- | ------------------ | ----------------------- | --- |
| Or      | Alemanya           | Fritz Hoffmann          | Konrad Böcker, Alfred Flatow, Gustav Flatow, Georg Hillmar Fritz Manteuffel, Karl Neukirch, Richard Röstel, Gustav Schuft Carl Schuhmann, Hermann Weingärtner |
| Argent  | Grècia Panellinios | Sotirios Athanasopoulos | Nikolaos Andriakopoulos, Petros Persakis, Thomas Xenakis, 29 altres gimnastes, no coneixem el nom                                                             |
| Bronze  | Grècia Ethnikos    | Ioannis Chrysafis       | Ioannis Mitropoulos, Dimitrios Loundras, Filippos Karvelas, 15 altres gimnastes, no coneixem el nom                                                           |

### Barra fixa per equips
La prova de barra fixa per equips es disputà el 9 d'abril de 1896 i sols hi participà l'equip alemany.
| Posició | Equip    | Líder de l'equip | Gimnastes |
| ------- | -------- | ---------------- | --- |
| Or      | Alemanya | Fritz Hoffmann   | Konrad Böcker, Alfred Flatow, Gustav Flatow, Georg Hillmar Fritz Manteuffel, Karl Neukirch, Richard Röstel, Gustav Schuft Carl Schuhmann, Hermann Weingärtner |

## Medaller per països de les proves de gimnàstica
| Posició | País     | Or | Argent | Bronze | Total |
| 1       | Alemanya | 5  | 3      | 2      | 10    |
| 2       | Grècia   | 2  | 2      | 2      | 6     |
| 3       | Suïssa   | 1  | 2      | 0      | 3     |

Dinamarca, França, Gran Bretanya, Hongria i Suècia van participar en aquestes proves, però sense obtenir medalles.